# Otoscópio

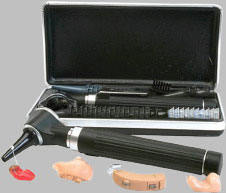
Otoscópio - Imagem de um otoscópio

Um otoscópio é um equipamento utilizado para exames no ouvido interno ou externo com o intuito de observar se há obstruções, fissuras, diagnosticar otites ou qualquer outro tipo de problema relacionado a orelha externa e média. Também pode ser usado para examinar nariz e garganta superior do paciente 
Ele pode ser usado em humanos e animais.
É possível encontrar inúmeras marcas de otoscópios para venda, ele possui formato cônico em sua cabeça mas uma parte importante para uso é o diâmetro dos espéculos, visto que cada orelha é diferente, é preciso se atentar a isso.

## Modelos e tamanhos.
Ao pesquisar sobre otoscópios, os profissionais têm disponíveis diferentes modelos e o tamanho dos cones chamados espéculos, podem variar. Atualmente, existem três tamanhos considerados padrão:
- 4 mm: indicado para exames em adultos ou em crianças e adolescentes com mais de 12 anos de idade.
- 3 mm: costumam ser utilizados em crianças com idade entre 3 e 12 anos.
- 2,5 mm: recomendado para uso em bebês e crianças pequenas, com até 3 anos de idade.[4]

## Lâmpada
A lâmpada  é um aspecto muito importante nos otoscópios, pois a capacidade de o aparelho iluminar o canal auditivo permitirá que o profissional possa visualizar e identificar feridas, infecções ou qualquer outra anormalidade nos ouvidos dos pacientes.
É possível encontrar modelos que possuem lâmpadas regulares, que devem ser substituídas periodicamente. Outros oferecem lâmpadas halogenas, fibra ótica e lâmpadas de LED, o que acaba resultando em uma luz mais potente. Em ambos os casos, os otoscópios utilizam baterias para seu funcionamento e algumas podem ser recarregadas, dependendo do modelo e outros com funcionamento a pilhas